# Star Trek: Không giới hạn
Star Trek Beyond (tạm dịch Star Trek: Không giới hạn) là một bộ phim hành động phiêu lưu khoa học viễn tưởng của điện ảnh Hoa Kỳ năm 2016, được đạo diễn bởi Justin Lin theo kịch bản của Simon Pegg và Doug Jung, phim được dựa trên loạt phim Star Trek, được sáng tạo bởi Gene Roddenberry. Đây là tập phim thứ 13 trong loạt phim Star Trek nhượng quyền và là phim thứ 3 trong loạt phim tái khởi động, phim tiếp nối tập Star Trek (2009) và Star Trek Into Darkness (2013). Chris Pine và Zachary Quinto tiếp tục trở lại trong vai Thuyền trưởng James T. Kirk và Chỉ huy Spock, cùng với Pegg, Karl Urban, Zoe Saldana, John Cho, và Anton Yelchin đảm nhiệm các vai như trong tập phim trước. Idris Elba, Joe Taslim, Lydia Wilson và Sofia Boutella cũng được tuyển cho tập phim mới này.
Quá trình quay phim bắt đầu ở Vancouver từ ngày 25 tháng 6 năm 2015. Phim được ra mắt khán giả Sydney và ngày 7 tháng 7 năm 2016, sau đó tiếp tục trình chiếu ở Hoa Kỳ từ ngày 22 tháng 7 năm 2016. Bộ phim dành tưởng nhớ Yelchin, vai Pavel Chekov, đã qua đời một tháng trước khi bộ phim ra mắt; cũng như diễn viên Leonard Nimoy, đóng vai Spock trong loạt phim Star Trek đầu tiên (ông cũng quay trở lại với vai Spock già trong 2 phần của loạt tái khởi động Star Trek này), người đã qua đời khi bộ phim đang tiến hành tiền kỳ. Doanh thu phim tại các phòng vé là $343.5 triệu và đã nhận được nhiều đánh giá tích cực, phim được các nhà chuyên môn đánh giá cao về diễn xuất, cảnh hành động, âm nhạc, hiệu ứng hình ảnh, đồng thời tri ân Yelchin và Nimoy. Phim nhận được một đề cử Oscar cho Hóa trang xuất sắc nhất tại Lễ trao giải Oscar lần thứ 89.

## Nội dung
Sau 3 năm trong sứ mệnh 5 năm của mình, tàu USS Enterprise đến được trạm Starbase Yorktown, một trạm không gian quốc tế khổng lồ, tại đây phi hành đoàn được tiếp tế và nghỉ ngơi một thời gian. Thuyền trưởng Kirk phải đấu tranh giữa việc tiếp tục nhiệm vụ của mình là chu du trong vũ trụ vô tận và việc ở lại trạm không gian và được phong chức phó Đô đốc. Trong trường hợp thứ hai, anh cũng đề nghị Spock sẽ là thuyền trưởng mới của tàu Enterprise. Trong thời gian này, Hikaru Sulu gặp lại gia đình của mình, Montgomery Scott tiếp tục làm việc để giữ tàu hoạt động, Spock và Nyota Uhura tìm cách kết thúc mối quan hệ của họ trong êm thấm; Spock cũng nhận được tin từ hành tinh mới Vulcan rằng Đại sứ Spock (phiên bản của Spock tương lai ở dòng thời gian cũ tức vũ trụ song song) đã qua đời.
Tàu Enterprise được giao một sứ mệnh ngắn hạn là giải cứu phi hành đoàn của Kalara sau khi nhận được tin cứu hộ từ một tinh vân chưa được thám hiểm gần đó. Kalara, người ngoài hành tinh, thông báo rằng tàu của cô bì mắc kẹt trên hành tinh Altamid, một hành tinh nằm trong tinh vân. Cuộc giải cứu bị biến trở thành cuộc phục kích khi tàu Enterprise bị thiệt hại nghiêm trọng bởi vô số các chiến đấu cơ của người ngoài hành tinh, các động cơ định hướng bị phá hủy và bị cắt đứt với dĩa chỉ huy trung tâm. Krall, người ngoài hành tinh bị đột biến, cùng phi hành đoàn đáp lên tàu của Kirk, làm tê liệt hoạt động của tàu và đã không thành công khi đánh cắp một cổ vật không gian được gọi là Abronath (cổ vật mà Kirk có được sau một lần ngoại giao thất bại với người Teenaxi). Krall bắt cóc phi hành đoàn của tàu và cắt đứt tàu Enterprise làm đôi ở cổ nối tàu. Kirk ra lệnh cho phi hành đoàn còn lại rời bỏ phần đĩa của tàu Enterprise bằng các thuyền cứu hộ, xác tàu rơi tự do và va chạm vào bề mặt hành tinh.
Trên hành tinh Altamid, Sulu, Uhura, và nhiều người sống sót bị bắt bởi Krall. Kirk và hoa tiêu Pavel Chekov cùng với Kalara định vị được vị trí của đĩa tàu bị rơi. Kalara bị phát hiện là gián điệp đang theo lệnh của Krall khi cô cố gắn lấy lại Abronath từ tay Kirk. Để thoát khỏi trận mai phục của Krall, Kirk kích hoạt các động cơ đẩy vẫn còn hoạt động của đĩa tàu làm tàu bị lật úp về phía trước, đồng thời nghiền nát Kalara. Trong thời gian đó, Spock bị thương và bác sĩ Leonard McCoy tiếp tục tìm kiếm những người còn sống sót. Spock tâm sự với McCoy rằng anh có ý định rời khỏi trạm Starfleet và tiếp tục nhiệm vụ còn dang dở của Đại sứ Spock quá cố trên hành tinh mới Vulcan. Cùng lúc đó, Scott được giải cứu bởi Jaylah, một cô gái bị lưu lạc trong không gian vừa trốn thoát khỏi trại của Krall. Cô dẫn anh về nơi cô tá túc, chính là xác tàu USS Franklin bị rơi, một tàu của Starfleet đời đầu được báo cáo là mất tích 1 thế kỷ trước. Scott tái ngộ cùng Kirk, Chekov, McCoy và Spock tại đây. Họ dùng các chức năng cơ bản của tàu để dịch chuyển đến trại của Krall và giải cứu toàn bộ phi hành đoàn trở về tàu Franklin, sau đó họ sửa chữa lại tàu và cố gắn thoát khỏi hành tinh này. Trong thời gian này, Krall ép buộc Thiếu úy Syl phải giao ra Abronath mà cô đang giữ (trước khi tàu bị đâm Kirk đã nhờ cô giữ vật này trong đầu cô), sau đó hắn phân giải cô hoàn toàn. Abronath là phần còn thiếu của một vũ khí sinh học cổ, được tạo ra bởi cư dân nguyên thủy của hành tinh này, nó có khả năng làm tan rã bất kỳ dạng hình người nào. Với việc hoàn chỉnh thiết bị này, Krall lên kế hoạch tấn công trạm không gian quốc tế Yorktown và toan giết toàn bộ cư dân, và dùng công nghệ tiên tiến này để tấn công Liên đoàn Hành tinh. Kirk và các thành viên được giải cứu tìm cách đuổi theo Krall để lấy lại vũ khí và theo chân hắn về lại Yorktown.
Scott dịch chuyển Spock và McCoy lên một trong vô số chiến đấu cơ Krall. Họ nhận ra rằng tín hiệu VHF có thể làm nhiễu liên lạc của các chiến đấu cơ của Krall. Họ bắt tần số của các chiến đấu cơ này và sử dụng bài hát 'cổ điển' "Sabotage" (Phá hoại) của ban nhạc Beastie Boys và tiêu diệt được gần như toàn bộ các tàu này. Krall cùng với ba con tàu của hắn đâm vào Yorktown. Khi Krall vào được thành phố, Uhura và Kirk nhận ra rằng hắn thực ra là Balthazar Edison, quyền thuyền trưởng của tàu Franklin từ một đoạn nhật ký cũ của tàu. Vốn là một người lính thời tiền-Liên đoàn, Edison bị vỡ mộng khi Liên đoàn mới được thành lập, bỏ qua nguyên tắc cũ và hợp tác với những tộc người ngoài hành tinh trước đây là kẻ thù. Khi hắn cùng phi hành đoàn của mình bị mắc kẹt tại Altamid bởi Hố sâu Đỏ, hắn nghĩ rằng Liên đoàn đã lãng quên họ. Ba thành viên phi hành đoàn còn sống sót cố gắng kéo dài sự sống của mình bằng một công nghệ của người bản địa đã bị tuyệt chủng trên hành tinh này (và cái giá phải trả là mạng sống của nhiều nạn nhân xấu số đi ngang hành tinh này), hắn cũng tạo ra một binh đoàn chiến đấu cơ để đánh đắm các con tàu đi ngang qua. Edison lên kế hoạch để tiêu diệt Liên đoàn và tạo ra mâu thuẫn giữa các thiên hà. Kirk đuổi theo Edison vào hệ thống dẫn khí của Yorktown, trong lúc Edison đang kích hoạt vũ khí. Trước khi vũ khí này sắp phát huy tác dụng, Kirk đã mở cửa gió và thổi bay Edison cùng vũ khí của hắn ra khỏi Yorktown, thân xác hắn bị phân rã và vũ khí bị lạc trong không gian. Spock và McCoy cứu Kirk trong khoảnh khắc trước khi anh cũng bị thổi bay ra không gian.
Đại tá Paris đóng các hồ sơ về số phận của Thuyền trưởng Edison và phi hành đoàn tàu USS Franklin. Kirk quyết định vẫn tiếp tục giữ chức vụ thuyền trưởng và Spock chọn ở lại Starfleet và cải thiện mối quan hệ với Uhura. Cô gái Jaylah được nhận vào Học viên Starfleet nhờ lời đề nghị của Kirk. Tại bữa tiệc của phi hành đoàn mừng sinh nhật Kirk, họ nhìn lên con tàu mới đang được xây dựng, tàu USS Enterprise-A. Sau khi tàu hoàn thành, họ tiếp tục cuộc hành trình của mình.

## Diễn viên
- Chris Pine trong vai Thuyền trưởng James T. Kirk, chỉ huy chính thức của tàu USS Enterprise.
- Zachary Quinto trong vai Chỉ huy Spock, sĩ quan Cấp 1, nhân viên khoa học.
- Karl Urban trong vai Trung úy Leonard McCoy, M.D., sĩ quan Y tế, bác sĩ của tàu.
- Simon Pegg trong vai Trung úy Montgomery Scott, sĩ quan cấp 2 và Kỹ sư trưởng.
- Zoe Saldana trong vai Trung úy Nyota Uhura, sĩ quan Liên lạc.
- John Cho trong vai Trung úy Hikaru Sulu, sĩ quan cấp 3 và người lái tàu chính.
- Anton Yelchin trong vai Thiếu úy Pavel Chekov, Hoa tiêu chính của tàu USS.
- Sofia Boutella trong vai Jaylah, người ngoài hành tinh bị lạc và lang thang trên hành tinh.
- Idris Elba trong vai Krall, người bị đột biến có sức mạnh phi thường.
- Joe Taslim trong vai Manas, tai sai của Krall.
- Lydia Wilson trong vai Kalara, người ngoài hành tinh là gián điệp của Krall.

- Sara Forsberg trong vai giọng nói phiên dịch cho người ngoài hành tinh.

- Deep Roy trong vai Keenser, trợ lý người ngoài hành tinh của Scotty.
- Melissa Roxburgh trong vai Thiếu úy Syl, người ngoài hành tinh và thành viên tàu Enterprise.
- Shohreh Aghdashloo trong vai Đại tá Paris, chỉ huy trưởng Starbase Yorktown
- Greg Grunberg trong vai Chỉ huy Finnegan, Sĩ quan nhất cấp Yorktown.
- Danny Pudi trong vai Fi'Ja[6]
- Kim Kold trong vai Zavanko[6]
- Anita Brown trong vai Tyvanna
- Doug Jung trong vai Ben
- Dan Payne trong vai Wadjet
- Shea Whigham trong vai Teenaxi Leader

Jeff Bezos xuất hiện như người ngoài hành tinh, phi hành đoàn tàu Starfleet.
Leonard Nimoy xuất hiện thoáng qua trong 2 tấm ảnh của Spock Prime – một mình, và cùng với George Takei, Walter Koenig, William Shatner, James Doohan, DeForest Kelley, và Nichelle Nichols tương ứng với các phiên bản của phi hành đoàn gồm Spock cùng với Sulu, Chekov, Kirk, Scott, McCoy, và Uhura trong vũ trụ song song cũ.

## Phần tiếp theo
Pine và Quinto đã đồng ý ký tiếp các hợp đồng để trợ lại trong vai Kirk và Spock cho bộ phim thứ tư sẽ được thực hiện. Tháng 7 năm 2016, Abrams đã xác nhận kế hoạch cho phần phim thứ tư và nhấn mạnh rằng Chris Hemsworth sẽ trở lại với vai cha của Kirk, là George, thuyền trưởng tàu USS bị nổ tung ở đầu phần 1. Cuối tháng đó, Paramount đã xác nhận sự trở lại của Hemsworth, cũng như dàn diễn viên của tập Beyond, nhà sản xuất vẫn là Abrams và Lindsey Weber, biên kịch vẫn là J. D. Payne và Patrick McKay. Cũng trong tháng này, Abrams xác nhận vai của Yelchin sẽ không được tuyển.